# Albert Porqueras-Mayo
Albert Porqueras-Mayo o Alberto (Lleida, 13 de gener de 1930 - Barcelona, 30 de desembre de 2003) fou un filòleg, especialista en el segle d'Or espanyol, que desenvolupà la seva activitat sobretot als Estats Units.

## Biografia
Albert Porqueras-Mayo va néixer a Lleida en el si d’una familia benestant de metges reconeguts.
Va iniciar els seus estudis superiors a la Universitat de Barcelona, on cursà Filosofia i Lletres i a l'Institut d'Estudis Catalans on estudià literatura catalana, entre 1947 i 1950. Posteriorment, va completar la seva formació a la Universitat de Madrid, on es doctorà amb Dámaso Alonso l'any 1954 amb la tesis El prólogo como género literario.
Amb la voluntat d'aprofundir en els seus estudis i en la seva formació, es traslladà a Alemanya. A la Universitat de Bonn, va ser codirector del Seminari de dialectologia catalana (1954), i a la Universitat d'Hamburg, lector de llengua i literatura espanyoles (1955-1958). L'any 1958, s'establí als Estats Units on fou professor primer a Emory (Missouri) (1960-1968) i, de 1968 a 1997, a la Universitat d'Illinois a Urbana-Champaign. Precisament, és en aquesta darrera on finalitzà la seva tasca docent, esdevenint catedràtic emèrit de literatura espanyola, catalana i comparada per aquesta universitat.
Fou un dels organitzadors del primer Col·loqui d'Estudis Catalans als Estats Units (1978) i fundador i president de la North American Catalan Society (NACS).
L'any 1997 estableix la seva residència a Barcelona. Participà en les IV Jornades d’Estudis Catalanoamericans (1990), organitzades a Barcelona per la Generalitat de Catalunya. Fou membre corresponent de l'Acadèmia de Bones Lletres de Barcelona (2003).
La seva biblioteca fou donada a la Universitat de Lleida, on constitueix un fons especial de la biblioteca, i conté 1.733 monografies i 33 títols de publicacions periòdiques. El material d'arxiu, especialment dedicat a la catalanística i a la fundació de la North American Catalan Society, es conserva a la biblioteca de la Universitat d'Illinois.
La seva trajectòria professional fou reconeguda, entre d'altres, amb el premi Menéndez y Pelayo (1954-1955), el Premio Internacional de Bibliografía Nicolás Antonio (1992) i la Medalla d'Or de la Universitat de Lleida a títol pòstum (2004).

## Obres publicades
Els seus treballs sobre literatura castellana se centraren en l’estudi del pròleg com a gènere literari, l’edició de texts del segle d’or i la preceptiva dramàtica i la teoria poètica. Quant al català, investigà les col·leccions de llibres rars i incunables, especialment de tema lul·lià. Escriví treballs sobre l’obra de Riba i d’Ors, i és coautor de l’Antologia de la narrativa catalana dels 70 (1980), volum editat també en versió escolar nord-americana (1982).